# 田部男足
田部 男足（たべ の おたり、生没年不詳）は、奈良時代後期の貴族。姓は宿禰。官位は従五位下・典薬員外助。

## 出自
田部氏の名称は屯倉の田地耕作に従事した田部の伴造氏族であったことによると思われる。
田部宿禰氏は、田部連氏が改姓したものと考えられており、田部連については『先代旧事本紀』に「物部小前宿禰連公」が祖であると記されている。

## 経歴
称徳朝の天平宝字8年（764年）10月、藤原仲麻呂の乱後の論功で、弓削耳高・秦智麻呂・内蔵若人・美努奥麻呂・秦伊波太気・大原家主・津真麻呂・雀部兄子・大部不破麻呂・建部人上・桑原足床らとともに正六位上から外従五位下に叙せられている、神護景雲元年（767年）10月、従五位下に昇叙する。同2年（768年）2月、主計頭助石川己人の主計助を勤めている。
その後、しばらく記録が途絶えているが、光仁朝の宝亀2年（771年）9月、主計助を林雑物と交替し、典薬員外助に任じられている。

## 官歴
『続日本紀』による。
- 時期不詳：正六位上
- 天平宝字8年（764年）10月7日：従五位下。
- 神護景雲元年（767年）10月26日（?）：従五位下
- 神護景雲2年768年）2月18日：主計助
- 宝亀2年（771年）9月16日：典薬員外助